# الم کلیموف
الم کلیموف (روسی: Эле́м Ге́рманович Кли́мов؛ ۹ ژوئیهٔ ۱۹۳۳ – ۲۶ اکتبر ۲۰۰۳) کارگردان و فیلم‌نامه‌نویس اهل اتحاد جماهیر سوسیالیستی شوروی بود. از فیلم‌های او می‌توان به بیا و بنگر اشاره کرد. وی همچنین برنده جوایزی همچون هنرمند مردمی روسیه شده است.